# Portretschilder

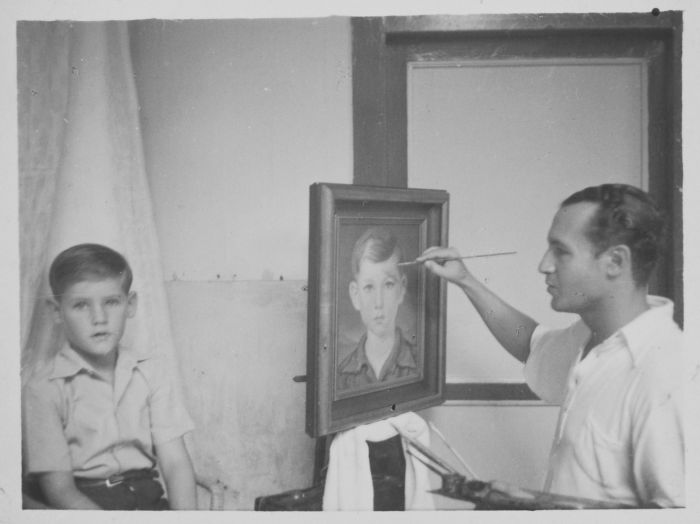
Charles Sayers met model

Hyacinthe Rigaud: Lodewijk XIV, 1701

Een portretschilder is een kunstschilder die vooral of als specialiteit portretten maakt van het gezicht van een persoon of van een groep personen. Vóór de uitvinding van foto, film en video was deze specialisatie belangrijker dan tegenwoordig.
Goede portretschilders stonden in hoog aanzien en sommigen avanceerden tot hofschilder. Een bekende portretschilder uit de Gouden Eeuw is Rembrandt van Rijn met zijn beroemde groepsportret De Nachtwacht.
Koningen, adellijken en vooraanstaande burgers konden een staatsieportret laten maken. Een portret waarop de gehele figuur is afgebeeld noemt men 'een portret ten voeten uit', bijvoorbeeld het schilderij van Lodewijk XIV.
Veel kunstschilders legden zich naast ander werk, zoals landschappen en stillevens ook toe op het maken van portretten en zelfportretten, zoals Vincent van Gogh, die gedurende zijn leven zo'n vijfendertig zelfportretten maakte.

## Geschilderde portretten
Portretten waren er in verschillende soorten en maten. Zo waren er:
- portretten ten voeten uit; portretten van hoofd tot en met de voeten. Deze waren voorbehouden aan staatshoofden, de adel en rijkelui. In de 17e eeuw kon de prijs hiervan oplopen van 500 gulden (in 2018: €.100.000, tweemaal het jaarinkomen van een volleerd ambachtsman, betaald door burgemeester Andries de Graeff aan Rembrandt) tot 40.000 Franse Frank (in 2018: €.179.000, waarvoor de helft van een herenhuis in Parijs gekocht kon worden). Gemiddeld kostte een portret ten voeten uit in de 17e eeuw 100-150 gulden (in 2018: €.20.000-€.30.000).[1] Groepsportretten, waaronder schuttersstukken, in Amsterdam waren veelal ten voeten uit.
- kniestukken: portretten van hoofd tot en met de knieën. Een kniestuk kostte in de 17e eeuw 80 gulden (in 2018: €.16.000).[1] Groepsportretten, waaronder schuttersstukken, buiten Amsterdam waren veelal kniestukken.
- portretten ten halve lijve: portret van hoofd tot en met de taille. Een portret ten halve lijve kostte in de 17e eeuw 60 gulden (in 2018: €.12.000).[1]
- buste: portret van het hoofd tot halverwege de borst. Een buste kostte in de 17e eeuw 35-40 gulden (in 2018: €.7.000-€.8.000).[1]
- koppen: portret van alleen hoofd en hals. Een kop kostte in de 17e eeuw 20 gulden (in 2018: €.4.000).[1]

## Portretschilders
Enkele andere meer of minder bekende portretschilders waren:
- Lucas Cranach de Oude
- Ferdinand Bol
- Justus van Egmont
- Jan van Eyck
- Carel Fabritius
- Alberto Giacometti
- Henri Goovaerts
- Francisco Goya
- Frans Hals

- Hans Holbein de Jonge
- John Hoppner
- Jean Baptiste Isabey
- Jan Lievens
- Hyacinthe Rigaud
- Peter Paul Rubens
- Bartholomeus van der Helst
- Michiel Jansz. van Miereveld
- Horace Vernet

## Zelfportret
Uit portretten die kunstenaars van zichzelf maken blijkt dat ze vaak geen genoegen nemen met slechts uiterlijke gelijkenis, maar er ook naar streven om via zelfonderzoek iets van hun eigen psyche bloot te leggen. Het maken van een zelfportret ligt voor een beginnend kunstenaar voor de hand, omdat hij of zij zichzelf steeds als gratis model beschikbaar heeft.

### Kunstenaars die zelfportretten maakten
Enkele kunstenaars van wie zelfportretten bekend werden zijn:
- Philip Akkerman
- Francis Bacon
- Max Beckmann
- Caravaggio
- Lucian Freud
- Gilbert & George
- Vincent van Gogh

- Erich Heckel
- Frida Kahlo
- Dick Ket
- Ernst Ludwig Kirchner
- Michelangelo
- Pablo Picasso
- Rembrandt van Rijn

- Arnulf Rainer
- Egon Schiele
- Charley Toorop
- Diego Velázquez
- Andy Warhol
- Martin Wallaert